# Jan Post
Jan Post (Luxwoude, 8 april 1944 - Leeuwarden, 28 februari 2024) was een Nederlandse auteur en amateurhistoricus die schreef over geschiedkundige onderwerpen gerelateerd aan Friesland.

## Werkzaamheden
Post deed de lerarenopleiding aan de Rijkskweekschool voor onderwijzers in Drachten. Toen hij 20 jaar oud was ging hij als amateur-archeoloog samen met een vriend op zoek naar resten van het verdwenen dorp Rijp in de buurt van Tijnje. Zij vonden enkele scherven van potten, de oudste uit het jaar 800, en concludeerden de locatie van het verdwenen dorp ongeveer te hebben gevonden.
Post was de oprichter van het kwartaalblad 'De Neitiid' over Friese geschiedkundige onderwerpen dat tussen 1987 en 1992 bestond. Daarnaast schreef Post diverse boeken over onder meer de prijsgeschiedenis van melkvee, de Middeleeuwse muntslag in de Nederlandse Gewesten, de geschiedenis van dijken en de Littera hybrida.
Post deed ook onderzoek naar de geschiedenis van de plaats Tijnje. Hij bracht door middel van tekeningen de voorgevels van diverse huizen en gebouwen in Tijnje in kaart. Daarbij verzamelde hij ook de gegevens van de bewoners.

## Publicaties
- Rottevalle, een vaart vrij Frank en veerdich.

- Houtigehage: Vroeger is later niet mooier.

- Nova Terra; vijf wetsteksten uit het Groningse Westerkwartier.

- De Kolonisatie van de Friese Wouden.

- Lex Frisionum; Een wet tegen de Friezen.

- De Waarde van een Koe; prijsgeschiedenis 1200 - 2001

- Op zilver gemunt; de middeleeuwse  muntslag in de gewesten.

- Naar naam en Faam; Fries muntboekje.

- Um des Willen dat al deese Landen een sullen zijn; De rol van Focko Ukena in de totstandkoming van de Friese Codices.

- Een doolhof op rechte wegen: Ging Von Richthofens onderzoek de verkeerde kant op?

- Een Mythe ontmanteld, chronologie van de Friese oorkondes en mythen in de Friese geschiedenis.

- Nieuw licht op de 17 Keuren.
- Een Friese inkunabel uit Keulen. Over de Oude Druk.

- Zoden aan de dijk./ Seadden oan de dyk

- Een onvermoed succes. - de eerste door Friezen zelf geschreven teksten.

- Troch de Tynster tiid.  Dorpsgeschiedenis van de Tynje 1716 -2002
- Met Simy Sevenster: de Transcriptie van het Kerckeboeck van Wier (1567 - 1618)

- B. Stenekes; Auteur en J. Post uitgever: De hoge Zijde. Huizengeschiedenis van de dorpsstraat op Vlieland.

- Gemeinsame Normdatei: 1038250978
- International Standard Name Identifier: 0000 0003 9077 1492
- Nederlandse Thesaurus van Auteursnamen: 104823941
- Virtual International Authority File: 284489313
- WorldCat: E39PCjx4DmmTqHqjKjGfPJyHT3